# 西翥街道
西翥街道是中华人民共和国云南省昆明市五华区下辖的一个街道办事处。名称源于昆明大观楼长联中“东骧神骏，西翥灵仪”的句子和云南王龙云官塘温泉“西翥田庄”的称谓。

## 历史
原为西山区沙朗白族乡、厂口乡。2004年9月1日，两乡划归五华区。2009年8月3日，撤乡设沙朗街道、厂口街道。2011年5月28日，沙朗街道、原厂口街道合并为西翥街道，与昆明西翥生态旅游实验区管委会合署办公。2016年8月24日，昆明西翥生态旅游实验区管理委员会被撤销。

## 行政区划
西翥街道下辖以下地区：
东村社区、大村社区、桃园社区、三多社区、龙庆社区、陡坡社区、新民社区、陡普鲁社区、厂口社区、迤六社区和瓦恭社区。
其中迤六、瓦恭社区为飞地，位于富民县境内。